# Avionik
Die Avionik – ein Kofferwort bestehend aus Aviatik (von lat. avis = Vogel) und Elektronik – ist ein Begriff aus der Luft- und Raumfahrttechnik und bezeichnet die Gesamtheit der elektrischen und elektronischen Geräte an Bord eines Fluggerätes, einschließlich der elektronischen Fluginstrumente. Ausgenommen hiervon sind im Sprachgebrauch allerdings Elektronikanwendungen in Kabinensystemen. Der Ausdruck Avionik (engl. Avionics) wurde in den USA ca. in den 1960er Jahren geprägt.

## Kategorien

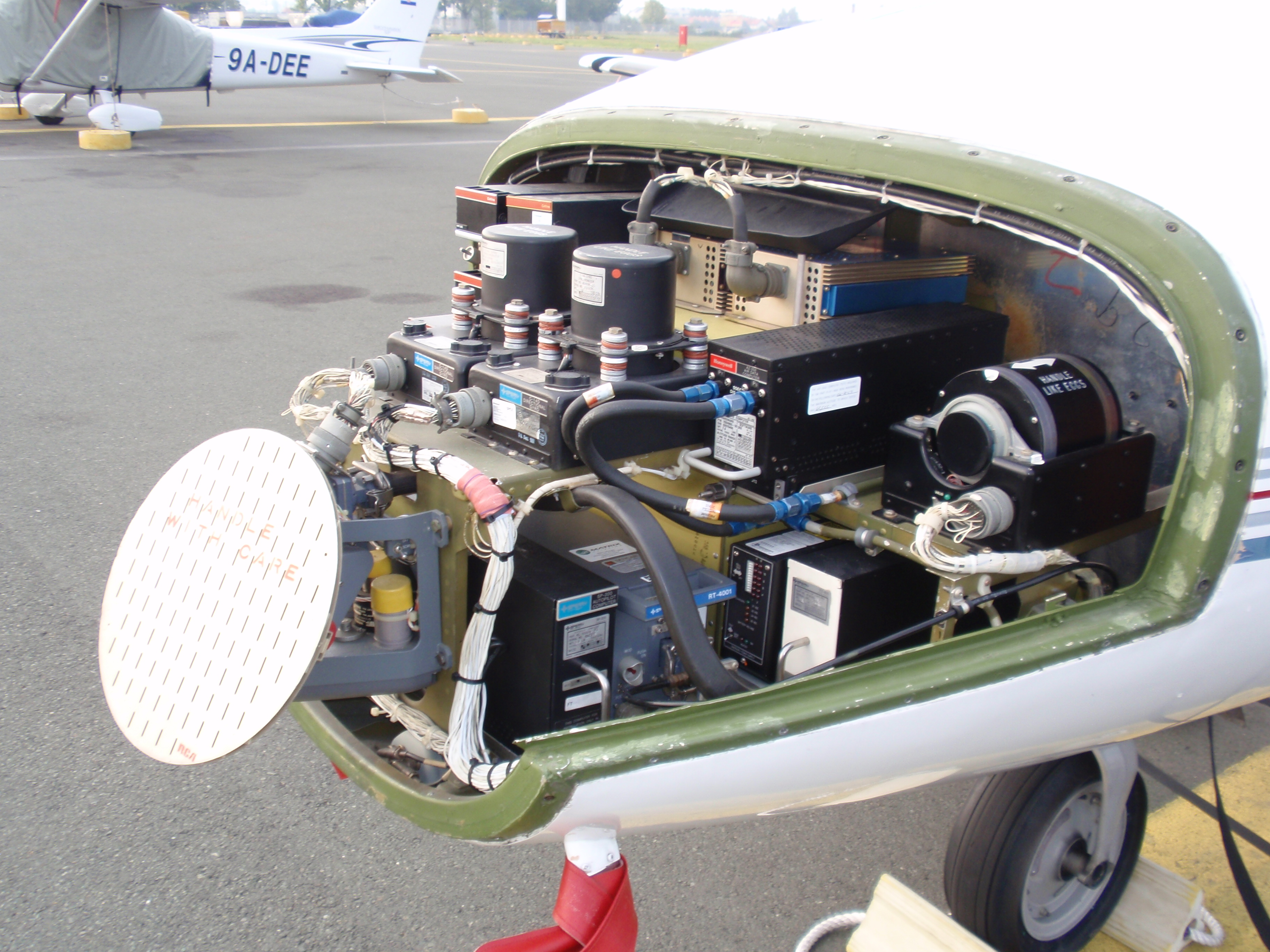
Avionik (Radarsystem) in einer Cessna 501

Flugkontroll- und Managementsysteme
Zu den Flugkontroll- und Managementsystemen gehören unter anderem der Autopilot, das Flight Management System (FMS) und die Elektronik für Fly-by-wire-Flugsteuerungssysteme (FBW) sowie Flugüberwachungsgeräte, wie z. B. Kollisionswarnsysteme (TCAS). Die Flugzeugsysteme, wie z. B. die Triebwerke, werden von den folgenden Systemen überwacht: EFIS, ECAM oder EICAS, FADEC.
Kommunikation
Man unterscheidet Kommunikationssysteme zur Verständigung im Flugzeug (Interkommunikationssysteme) und Flugfunksysteme für Sprache und Text (Future Air Navigation System (FANS)).
Navigation
Die Navigationsgeräte teilen sich auf in Funknavigation wie Drehfunkfeuer (VOR), Instrumentenlandesystem (ILS), ungerichtetes Funkfeuer (NDB), Entfernungsmessgerät (DME) und Radiokompass (ADF/RDF), globales Navigationssatellitensystem (GPS), GBAS-Empfänger, SBAS-Empfänger, sowie Trägheitsnavigation (INS).
Anzeigen
Sensoren
Radarsysteme teilen sich in Wetterradare sowie die in der Regel dem militärischen Bereich vorbehaltenen Luft- und Bodenradarsysteme auf.
Infrarotzielsysteme und Forward Looking Infrared bei Militärflugzeugen.
Missionssysteme
Bussysteme
AFDX (auch ARINC 664)
ein auf Ethernet basierender Standard zur Vernetzung von Avionik-Komponenten in einem Flugzeug.
ARINC 429
Klassischer Datenbus für Verkehrsflugzeuge
ARINC 629
Datenbus für Zivilflugzeuge (Boeing 777)
ARINC 717
Datenbus zum Flugdatenaufzeichnungsgerät
CAN
Datenbus für Subsysteme, beispielsweise nach ARINC 825 (Airbus A380, A350)
MIL-STD-1553 (kurzMIL-Bus)
Datenbus für Militärflugzeuge
STANAG 3910 (MIL-Bus + optische Datenübertragung)
Datenbus für Militärflugzeuge
TTP
Datenbus für zeitgesteuerte Kommunikation im Bereich sicherheitskritischer Anwendungen der Luft- und Raumfahrt; TTTechs zeitgesteuertes Protokoll TTP ist der erste Hochgeschwindigkeitsdatenbus, der sowohl in kommerziellen als auch in militärischen Flugzeugen verbaut wird (Bsp.: Boeing 787, Airbus A380, F-16 von Lockheed Martin, M-346 von Aermacchi)

## Sonstiges
In modernen Flugzeugen sind noch viele weitere Computer und Geräte im Einsatz. Meist sind die Geräte in einem bestimmten Bereich unterhalb des Kabinenbodens oder in der Nähe des Cockpits zusammengefasst, dem Avionics Compartment (auch Avionics Bay). Um die zunehmende Anzahl notwendiger Computer und Steuergeräte zu reduzieren, wurde Anfang 2000 das Prinzip der „Integrierten Modularen Avionik“ (IMA) entwickelt.